# 日本オートオークション協議会
一般社団法人日本オートオークション協議会（NAK）は、平成13年4月に経済産業省の指導で「走行メーター検索システム」の管理運営とオートオークション会場の抱える数々の問題や課題の検討を目的に設立された。
現在、オートオークションに出品される中古車の走行メーターの指示値は出品前に検索・照合・登録され、走行メーターの改ざん防止に寄与している。
一方、オートオークションに出品される中古車の「修復歴」および「修復歴車」の取り扱いに関しては、オートオークション会場ごとにその「判定基準」が異なり流通を混乱・阻害する要因となっていたため、平成14年度に「統一検査基準検討専門部会」及び「同分科会」を設置し、修復歴判定基準の統一に向けて研究・検討を行っている。
修復歴車の定義に関して、（社）自動車公正取引協議会（公取協）の定める「自動車業における表示に関する公正競争規約」上に取り決めがあったが、平成13年5月より、その規約がオークション取引にも適用されることになったため、その規約と同一の（財）日本自動車査定協会（日査協）及び（社）日本中古自動車販売協会連合会（中販連）の「中古自動車査定基準」に定める修復歴車の定義を検討を行っている。